# Силос

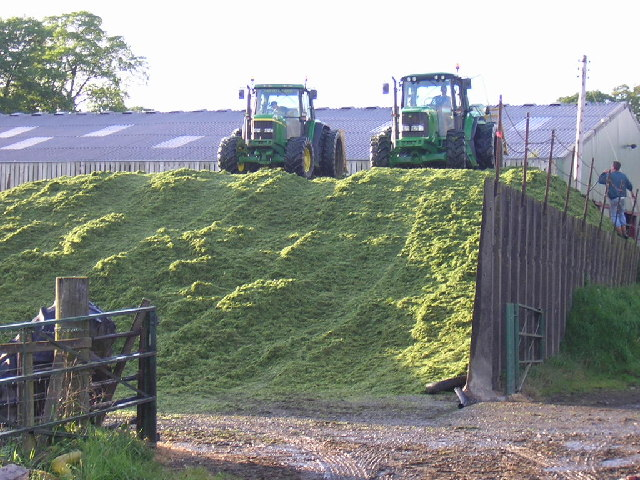
Два трактора трамбуют травяной силос

Си́лос (исп. silos, мн. число от исп. silo — «подземное помещение, яма для хранения зерна») — сочный корм (силосованный корм) для сельскохозяйственных животных; словом «силос» называют также подземные хранилища для силоса.

## Получение

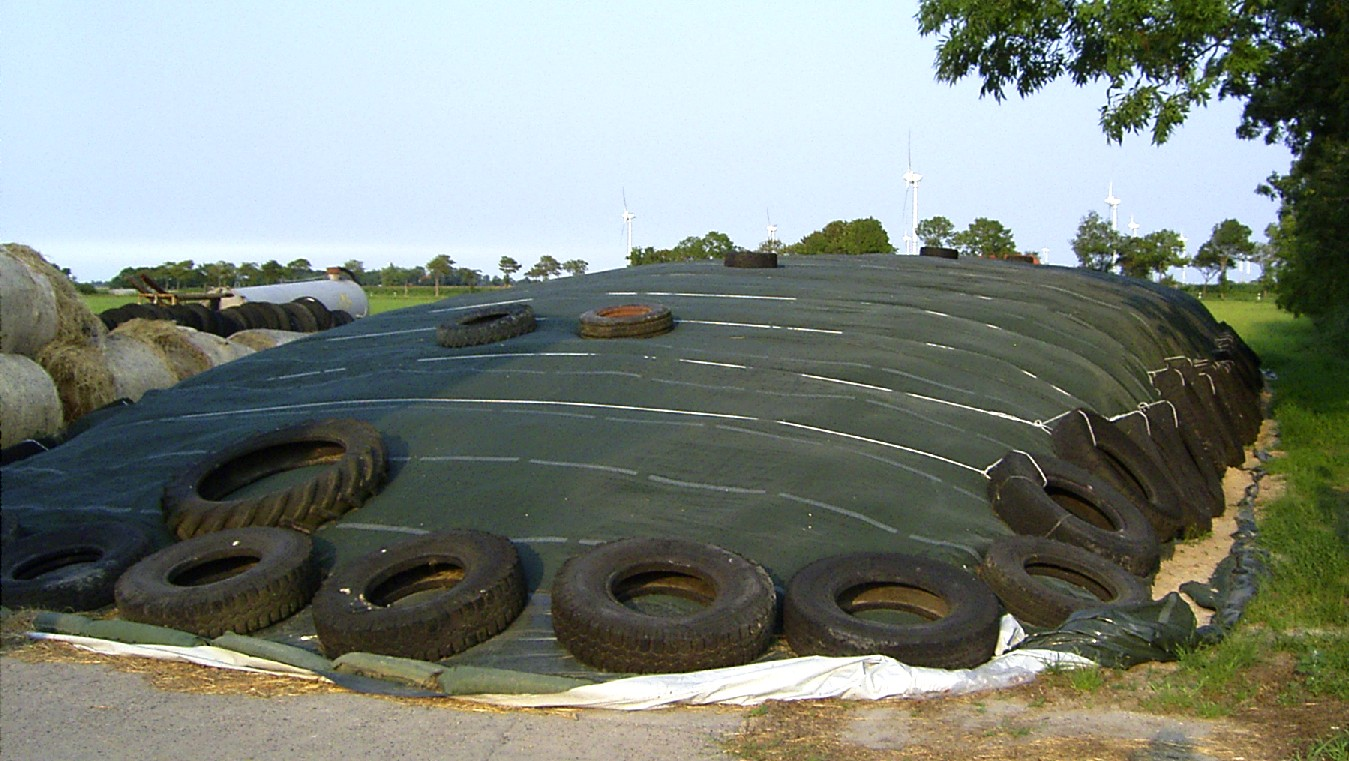
Укрытая, готовая силосная яма

Силос получают путём заквашивания (силосования — консервирование без доступа воздуха, является наиболее распространённым способом заготовки) измельчённой зелёной массы травянистых растений, пригодной для корма животных (используется: тритикале, подсолнечник, кукуруза, неядовитые сорняки, ботва овощных культур и так далее). Используются также различные отходы промышленного производства — мезга, барда, жом.

## Применение
Силос используется в сельском хозяйстве. Он обладает высокими питательными свойствами, по своей калорийности, витаминности (содержит каротин, витамин С, органические кислоты) и диетическим свойствам сравним со свежей травой и является ценным продуктом питания. Силос улучшает пищеварение, способствует усвоению других грубых кормов. Силос подходит для всех видов травоядных животных и птиц. Такой корм, заложенный в специальные силосные хранилища — специальные траншеи, ямы, силосные башни, может сохраняться в течение нескольких лет. Для механизации хранения больших объёмов, силосные башни объединяют в силосные корпуса, являющиеся частью элеватора.